# Marie Ertl
Marie Ertl (* 6. September 1837 in Sternberg, Mähren; † 24. April 1909 in Wien) war eine österreichische Malerin.

## Leben
Aufgrund häufiger Versetzungen ihres Vaters, der zuletzt Kreisgerichts-Präsident in Ungarisch Hradisch war, wohnte Marie Ertl während ihrer Kindheit und Jugend zunächst in wechselnden böhmisch-mährischen und danach in ungarischen Gemeinden. Ab 1863 lebte sie in Wien. Dort erhielt sie ihre erste künstlerische Ausbildung von 1874 bis 1877 an der neu gegründeten Zeichenschule des Bildhauers Franz Pönninger und bis 1880 bei dem Maler Anton Hlavaček, der sie mit der Öl- und Aquarelltechnik vertraut machte.
Später setzte Ertl ihre Studien bei dem Landschaftsmaler Peter Paul Müller in München fort. Auch besuchte sie die Belvedere-Galerie und die Schausammlung der Akademie der bildenden Künste Wien, wo sie zur Übung alte Meister kopierte. Sie unternahm eine achte Monate andauernde Studienreise nach Italien, während der sie unter anderem Rom, Neapel und Sizilien aufsuchte.
1882 debütierte Ertl bei einer Ausstellung des Wiener Kunstvereins. Weitere Ausstellungen in Wien und im Ausland folgten. So beschickte sie unter anderem 1886 das Wiener Künstlerhaus und 1896 die Internationale Kunstausstellung in Berlin. Ab 1902 stellte sie als Gast mit den Acht Künstlerinnen aus. Neben ihrer Tätigkeit als bildende Künstlerin gab sie auch Unterricht im Malen und Zeichnen.
Marie Ertl starb 1909 in Wien. Am 25. April 1910 wurde ihr künstlerischer Nachlass vom K. k. Versatz-, Verwahrungs- und Versteigerungsamt im Dorotheum versteigert.

## Werk

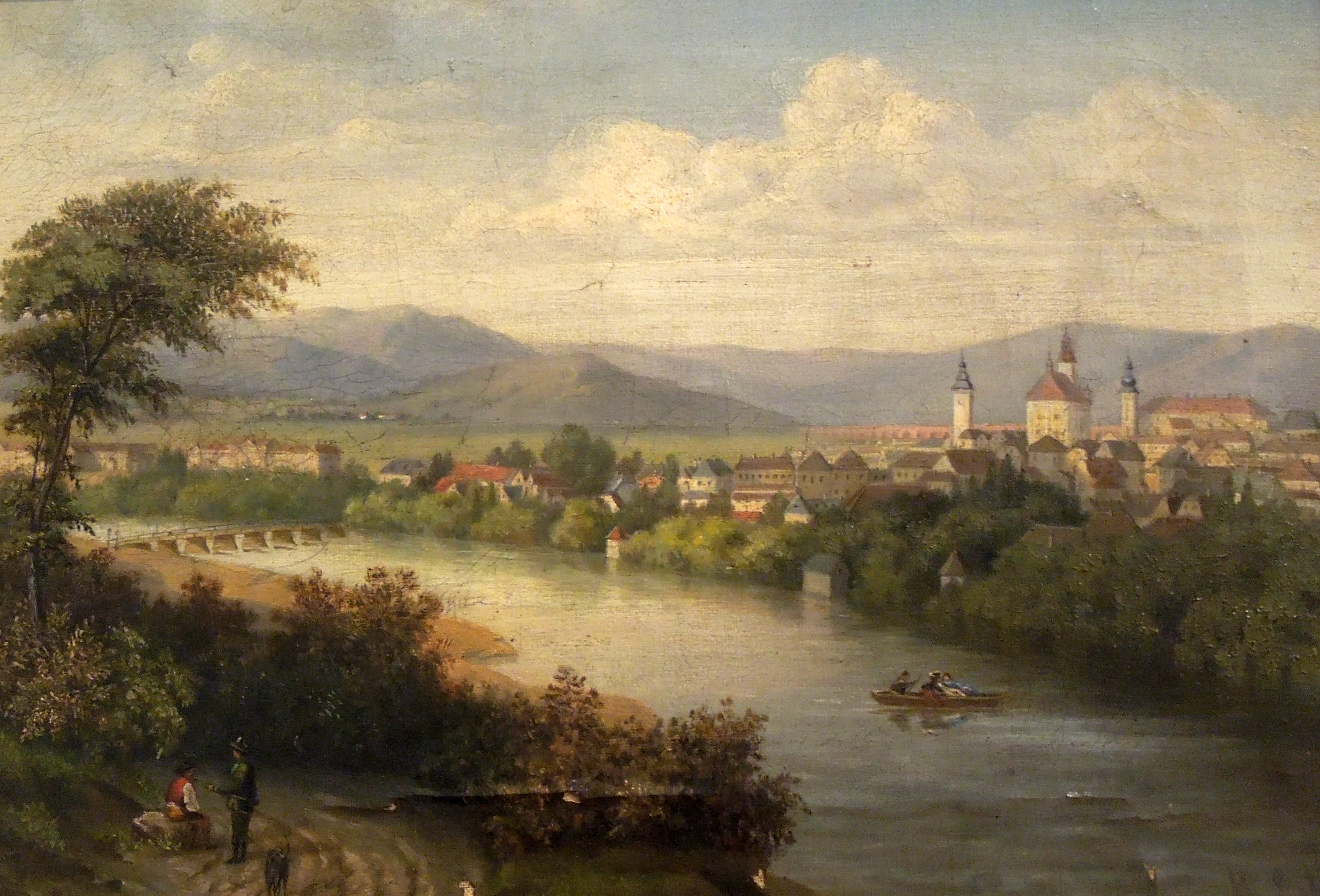
Ölgemälde Miasto na tle gór, Museum Bielsko-Biała

Marie Ertl malte hauptsächlich Landschaften, insbesondere Motive aus der niederösterreichischen Gemeinde Perchtoldsdorf und aus Bayern. Auch Stillleben, Blumenstücke und gelegentlich Versuche in der Porträtmalerei gehören zu ihrem Gesamtwerk. Sie schuf Ölgemälde, Aquarelle und Zeichnungen.
Werke (Auswahl)
- Die Perchtoldsdorfer Kirche in Abendbeleuchtung, 1882 Ausstellung Wiener Kunstverein
- Motiv von Iglau, Buchenwäldchen am Attersee und Hof in Meierling bei Baden, Öl, 1885 Ausstellung Österreichischer Kunst-Verein[9]
- Auf Capri, Öl, 1885 Ausstellung Österreichischer Kunst-Verein[10]
- Die letzten Sonnenstrahlen (Motiv aus Perchtoldsdorf), 1886 Künstlerhaus Wien
- Altrömische Wasserleitungsminen, 1890 Ausstellung Österreichischer Kunst-Verein
- Landschaft (Fuchsbauer bei Alt-Aussee), Alt-Aussee mit dem Dachstein und Drisselwand bei Alt-Aussee, Öl, 1891 Ausstellung Österreichischer Kunst-Verein[11]
- Dachstein, von Alt-Aussee gesehen, Öl, und Capri. Hotel Pagano, 1891 Ausstellung im sezessionistischen Künstler-Club[2]
- Perchtoldsdorf, Amalfi und Polnisch-Ostrau, Öl, 1891 Ausstellung Wiener Kunstverein[2]
- Ein stiller Waldwinkel und Herbstblumen, Öl, 1897 Ausstellung Wiener Künstlerhaus[12]
- Auf dem Weg nach Schloss Schrattenberg, Kreide, 1903[2]
- Kirche in Perchtoldsdorf, Aquarell, 1904 Ausstellung Acht Künstlerinnen[13]
- Am Wege nach Schrattenberg, Öl, 1906 Ausstellung Acht Künstlerinnen[14]
- Morgen im Mühltale, 1908 Kaiser-Jubiläums-Kunstausstellung[15]
- Kahlenberg bei Wien und Schloß Grafenstein, Öl, 1909 Acht Künstlerinnen[16]
- Aus Südtirol, Öl auf Leinwand, 26 × 52 cm, Signatur „M. E.“[17]
- Miasto na tle gór (Stadt mit Bergen im Hintergrund), Öl, 30,5 × 43 cm, Museum Bielsko-Biała[18]

## Ausstellungen (Auswahl)
- 1882: Wiener Kunstverein
- 1882, 1885, 1886, 1888, 1890, 1891: Österreichischer Kunst-Verein, Wien
- 1886, 1897: Wiener Künstlerhaus
- 1896: Internationale Kunstausstellung Berlin
- 1902, 1904, 1906, 1909: Acht Künstlerinnen und ihre Gäste, Salon Pisko, Wien
- 1908: Kaiser-Jubiläums-Kunstausstellung, Klagenfurt